# مرد سیندرلایی (مجموعه تلویزیونی)
مرد سیندرلایی (کره‌ای: 신데렐라 맨) یک مجموعهٔ تلویزیونی کره جنوبی سال ۲۰۰۹ به کارگردانی یو جونگ جون و با بازی کوان سانگ وو و ایم یون آه است. این مجموعه دربارهٔ همزادها اوه ده سان و لی جون هی (هر دو توسط کوان سانگ وو بازی می‌شوند) است که زندگی‌های بسیار متفاوتی دارند. مرد سیندرلایی از ۱۵ آوریل تا ۴ ژوئن ۲۰۰۹، روزهای چهارشنبه و پنجشنبه ساعت ۲۱:۵۵ (کی‌اس‌تی) از ام‌بی‌سی برای ۱۶ قسمت پخش شد.

## بازیگران

### اصلی
- کوان سانگ وو در نقش لی جون هی
- ایم یون آه در نقش سو یو جین
- هان اون-جونگ در نقش جانگ سه اون
- کوان سانگ وو در نقش اوه ده سان
- سونگ چانگ-ای در نقش لی جه مین